# Хокејашка лига Србије и Црне Горе 2004/05.
Хокејашка лига Србије и Црне Горе 2004/05. је било друго такмичење организовано под овим именом.

## Систем такмичења
У регуларном делу наступила су пет клуба. У плеј оф су се пласирала четири клуба. У плеј офу се играло на један добијени меч.
Шампион је постала Црвена звезда. То је клубу била прва титула у Хокејашкој лиги Србије и Црне Горе, а укупно пета рачунајући и Хокејашку лигу СР Југославије.

## Клубови
| Клуб          | Град     | Арена                  | Капацитет | Основан |
| ------------- | -------- | ---------------------- | --------- | ------- |
| Војводина     | Нови Сад | СПЕНС                  | 1000      | 1957    |
| Црвена звезда | Београд  | Ледена дворана Пионир  | 2000      | 1946    |
| Партизан      | Београд  | Ледена дворана Пионир  | 2000      | 1948    |
| Спартак       | Суботица | Стадион малих спортова | 4000      | 1945    |
| Нови Сад      | Нови Сад | СПЕНС                  | 1000      | 1998    |

## Табела
| #  | Клуб          | ИГ | Д  | Н | ИЗ | ГД | ГП  | Б  |
| -- | ------------- | -- | -- | - | -- | -- | --- | -- |
| 1. | Војводина     | 13 | 10 | 1 | 2  | 99 | 37  | 21 |
| 2. | Црвена звезда | 13 | 9  | 1 | 3  | 92 | 35  | 19 |
| 3. | Нови Сад      | 11 | 7  | 0 | 4  | 69 | 49  | 14 |
| 4. | Партизан      | 10 | 2  | 0 | 8  | 48 | 72  | 4  |
| 5. | Спартак       | 10 | 0  | 0 | 10 | 17 | 132 | 0  |

ИГ = одиграо, Д = победио, Н = нерешено, ИЗ = изгубио, ГД = голова дао, ГП = голова примио, Б = бодова

## Плеј оф

### Полуфинале 1
Војводина - Партизан 7:1

### Полуфинале 2
Црвена звезда - Нови Сад 4:1

### За 3. место
Нови Сад - Партизан 5:1

### Финале
Црвена звезда - Војводина 3:3 пен. 2:1
| Првак Хокејашке лиге Србије и Црне Горе 2004/05. |
| ------------------------------------------------ |
| КХК Црвена звезда 1. титула.                     |

1. ↑  Укупно пета титула КХК Црвене звезде, рачунајући трофеје освојене у СРЈ.